# (6528) Boden
Pour les articles homonymes, voir Boden (homonymie).
(6528) Boden est un astéroïde de la ceinture principale.

## Description
(6528) Boden est un astéroïde de la ceinture principale. Il fut découvert le 21 mars 1993 à La Silla par le programme UESAC. Il présente une orbite caractérisée par un demi-grand axe de 2,25 UA, une excentricité de 0,17 et une inclinaison de 3,1° par rapport à l'écliptique.

## Compléments